# Якубович, Николай Дмитриевич
Николай Дмитриевич Якубович (25 января 1941 года, деревня Жанковичи, Несвижский район, Минская область ― 7 января 2018 года, Брянск) — российский врач и политик. Заслуженный врач РСФСР (1989), народный депутат РСФСР (1990―1993), начальник управления здравоохранения Брянского облисполкома, главный врач Брянской областной больницы №1.

## Биография
Родился 25 января 1941 года в деревне Жанковичи Несвижского района Минской области. В 1960 году окончил Калининградское медицинское училище и отправился на службу в рядах Советской армии. Затем окончил Ленинградский педиатрический медицинский институт (ныне Санкт-Петербургский государственный педиатрический медицинский университет) и в 1970 году получил направление в Брянскую область, где впоследствии проработал всю жизнь.
Работал педиатором в больнице Мглинского района, в 1973 году был переведён в Брянскую областную больницу № 1, где стал ординатором детского соматического отделения. Затем занял пост заместителя главврача Брянской областной больницы № 1 по организационно-методической работе. Также был директором Брянского медицинского училища № 1 и заместителем заведующего областного отдела здравоохранения Брянского облисполкома. В 1984 году был назначен на должность главврача Брянской областной больницы № 1.
В апреле 1990 года стал начальником Управления здравоохранения Брянского облисполкома, в затем ― заместителем главного врача Брянской областной больницы № 1.
Являлся народным депутатом РСФСР (входил в состав фракции «Гражданское согласие») и депутатом Брянского городского Совета народных депутатов.
Скончался 7 января 2018 года в возрасте 76 лет.